# Demokratizacija
Demokratizacija je v vseh tranzicijskih državah pomenila proces, katerega rezultat je vspostavitev konstitucionalnih demokracij, kakršne obstajajo v zahodni Evropi. Kaže se kot proces spremembe režima in vključuje koncept tranzicije in konsolidacije.
Demokratična tranzicija pomeni najprej zrušenje avtoritarnega oziroma totalitarnega režima, kar pripelje do nove ustave in demokratičnih struktur, in nato prilagoditev obnašanja političnih elit novim, demokratičnim normam, uveljavitev postopkov za politično konkurenco, ukinitev avtoritarnih agencij in odstranitev zakonov, ki onemogočajo demokratično življenje.
Demokratična konsolidacija je daljši proces, ki vključuje postopno odstranitev negotovosti in popolno institucionalizacijo nove demokracije, ponotranjenje njenih pravil in postopkov ter splošno širjenje demokratičnih vrednot.